# Petrosuł
Petrosuł (ukr. Петросул, niekiedy pol. Pietrosul) – mało wybitny szczyt w paśmie Czarnohory zlokalizowany w rejonie rachowskim ukraińskiego obwodu zakarpackiego.

## Geografia
Petrosuł wznosi się na wysokość 1848 m n.p.m. (według innych, starszych pomiarów 1855 m n.p.m.). Znajduje się w bocznym ramieniu odchodzącym ku północy ze znacznie wyższego szczytu Petros (2020 m n.p.m.). Dwa szczyty oddalone o niespełna kilometr oddziela bardzo płytka przełączka – wybitność Petrosuła to zaledwie 13 m, a izolacja – 350 m.
Zbudowany jest z piaskowców. Ma asymetryczną budowę: południowo-zachodnie zbocza są łagodne, północno-wschodnie – urwiste, opadają 50-metrowym obrywem. Na zachód od szczytu,  w odległości ok. 260 i 320 m znajdują się dwa małe jeziorka. Większe, o długości ok. 20 m opisywane jest pod nazwą Borsza. W otoczeniu Petrosuła przeważa roślinność alpejska, na południowo-zachodnich łagodnych zboczach występują zbiorowiska torfowiskowo-różanecznikowe i trawno-jagodowe. Tereny na wschód od szczytu określane są mianem połoniny Hołowczeskiej, na zachód – połoniny Stupy, a na północny zachód – połoniny Peczeniżeskiej.
Ze szczytu Petrosuła roztacza się stosunkowo szeroki widok na zachód, północ i wschód (stronę południową w całości przesłania Petros). Na zachodzie dostrzec można pasmo Świdowca (Apecka, Bliźnica, Stih, Tatulska). Dalej, na północy znajdują się Gorgany (Bratkowska Duża, Mołoda, Sywula). Na wschodzie widoczne są Beskidy Pokuckie (Wersałem, Grahit, Rotyło), a na południowym wschodzie główne pasmo Czarnohory (Howerla, Breskuł, Brebeneskuł, Hutyn Tomnatyk, Pop Iwan). Na ostatnim planie widoczna jest Hnatasia w Górach Czywczyńskich.

## Ochrona przyrody i turystyka
Południowo-zachodnie zbocza Petrosuła znajdują się na terenie Karpackiego Rezerwatu Biosfery.
Przez Petrosuł przebiega niebieski szlak turystyczny prowadzący z Jasiny na szczyt Petrosa. Odległość z Jasiny 13,7 km, odległość od Petrosa 1 km.

## Nazwa
Etymologicznie nazwa Petrosuł (Pietrosul, Petrosul) jest tożsama z nazwą Petros (Pietros) i oznacza tyle co „skalisty, kamienisty”. Wywodzi się od greckiego określenia πέτρος, petros, „skała, głaz”. Do języka ukraińskiego i dalej polskiego dostała się za pośreodnictwem gwar wołoskich, którym zawdzięcza męski rodzajnik określony -ul. W latach 30. XX wieku urzędowe mapy polskie posługiwały się nazwą Pietrosul (analogicznie do nazwy Pietros stosowanej dla sąsiedniego szczytu), choć oba szczyty znajdowały się wóczas na terytorium Czechosłowacji.